# Jason Hewett
Jason Alexander Hewett (Distrito de Otago Central, 17 de octubre de 1968) es un exjugador neozelandés de rugby que se desempeñaba como medio scrum. Es primo del también jugador de rugby Dave Hewett.

## Selección nacional
Fue convocado a los All Blacks por primera, última y única vez en octubre de 1991 para enfrentar a la Azzurri; en total jugó un partido y marcó un try para un total de cuatro puntos (así valía un try por aquel entonces, hasta 1992).

### Participaciones en Copas del Mundo
Solo disputó la Copa del Mundo de Inglaterra 1991 donde Hewett debutó en su seleccionado, aquí jugó su único partido con los de negro y le marcó un try a los italianos (también su único internacional) para que los All Blacks ganen su grupo con todas victorias. En la fase final del torneo derrotaron a los Canucks en cuartos, pero fueron vencidos por los eventuales campeones del Mundo; los Wallabies, en el mejor partido de David Campese. Finalmente derrotarían al XV del Cardo liderado por Gavin Hastings en el partido por la tercera posición.
| Mundial                       | Sede       | Resultado     | PJ | Tries |
| ----------------------------- | ---------- | ------------- | -- | ----- |
| Copa Mundial de Rugby de 1991 | Inglaterra | Tercer puesto | 1  | 1     |

## Palmarés
- Campeón de la Mitre 10 Cup de 1993, 1994 y 1995.